# Atelier de poterie antique de Coulanges-Mortillon
L'atelier de poterie antique de Coulanges-Mortillon est un atelier de poterie gallo-romain situé à Coulanges dans le département de l'Allier, en France.

## Localisation
L'atelier est situé près du hameau de Mortillon sur la commune de Coulanges, dans le département de l'Allier.

## Historique
Pendant l'été 1957 les Drs Chigot et J. Michel trouvent des débris de poterie dans le talus d'érosion de la Loire près de Mortillon, un peu en amont de Talenne. Leur trouvaille inclut de la sigillée et des poteries communes dont un moule en terre blanche estampillé Hortensius.
Un four de potier est découvert à la fin des années 1950 ou en 1960-1961 dans la cour du domaine de Canal (parcelle 288 de la section B du cadastre de 1933) près du hameau de Mortillon et près du pont de la D 779 sur le canal.
Lors de l'installation d'une adduction d'eau, la tranchée a coupé un four de potier du début du Ier siècle destiné à la cuisson de poterie commune. Le dépotoir a aussi fourni un fragment de moule de vase Drag. 11 (en forme de calice) de type arétin, le premier trouvé en Gaule du centre. Plusieurs autres fours sont repérés, datés approximativement de l'époque d'Hadrien (117-138). Trois d'entre eux ont été entièrement fouillés par H. Vertet en 1961 ou 1962. Ils ont servi à cuire de la céramique blanchâtre, parfois estampillée sur les rebords,. En 1972, H. Vertet reprend les fouilles du site<, alors en partie menacé par les travaux d'aménagement du pont.

## Histoire du site
La Direction de l’Équipement de l'Allier a effectué un gros décapage à l'occasion de travaux routiers. Les seuls vestiges trouvés sont quelques silex du Néolithique, les ateliers de potiers et cabanes associées de Tibère (14 à 37) aux Antonins (96 à 192), et la motte féodale et cabanes associées datant du Moyen Âge. Ainsi il n'y a aucune installation de potiers préalable aux ateliers étudiés.

## La production de l'atelier
De nombreuses estampilles proviennent de l'atelier de Coulanges-Mortillon, qui a fourni le plus grand nombre de mortiers estampillés connus :
- ANNVS F. Ce timbre a été trouvé à atelier de poterie de Gueugnon (Saône-et-Loire), et en deux exemplaires à la citadelle d'Autun (Saône-et-Loire). Il est attesté comme venant de l'atelier de Mortillon[11].
- AVGVRINVS. Cinq exemplaires sur des mortiers trouvés au site du lycée militaire à Autun (Saône-et-Loire)[12].
- AVGVST. Trois exemplaires trouvés sur des mortiers au site des Bolards à Nuits-Saint-Georges (Côte-d'Or)[12].
- AVENTVS. Un exemplaire sur un mortier trouvé à Entrains-sur-Nohain (Nièvre)[12].
- BIRACVSVSFE. Sur un mortier à pâte claire provenant probablement de Mortillon[13], trouvé au site du pré de Bize à Simandre (Saône-et-Loire)[14].
- CARATVCCVS. Deux exemplaires sur des mortiers trouvés au site archéologique d'Alésia (Côte-d'Or)[12].
- CASSA F. Un exemplaire trouvé à l'atelier de poterie de Gueugnon et un autre à Saints-Geosmes (Haute-Marne)[12].
- IRASSIA ou TRASSIA. Un exemplaire sur un mortier trouvé à Vertault (Côte-d'Or)[12].
- MARITIMVS. Un exemplaire sur un mortier trouvé à Autun[12].
- MARTICVS. Un exemplaire sur un mortier trouvé dans le Bourbonnais[12].
- MATVRV. Un exemplaire sur un mortier trouvé à Entrains-sur-Nohain[12].
- RVBEZ. Trouvé sur un mortier au site du lycée militaire à Autun[15].
- SENILlS. Trouvé sur un mortier au site du lycée militaire à Autun[15].
- TRITVS. Un exemplaire sur un mortier trouvé à Vertault (Côte-d'Or)[15].
- VICANVS. Un exemplaire sur un mortier trouvé à Mâlain (Côte-d'Or)[15].

Ceci sans compter les estampilles dont on n’est pas absolument certain qu'elles proviennent de Mortillon, comme celles de SAM- (rue des Pierres à Autun) ou TOVTORIX (Les Bolards à Nuits-Saint-Georges).

## Protection
Le site est classé au titre des monuments historiques en 1974.